# La Codoñera
La Codoñera (la Codonyera en catalán) es un municipio de la provincia de Teruel, en la comunidad autónoma de Aragón, España. Tiene una población de 374 habitantes (INE 2008). La villa, que comprende toda la población del municipio, está a unos 800 m a la derecha del río Mezquín, y está asentada en una llanura, al pie del monte de Santa Bárbara. El nombre procede del catalán codonyer ‘árbol de membrillo’, de ahí el término la Codonyera, La Codoñera.

## Geografía

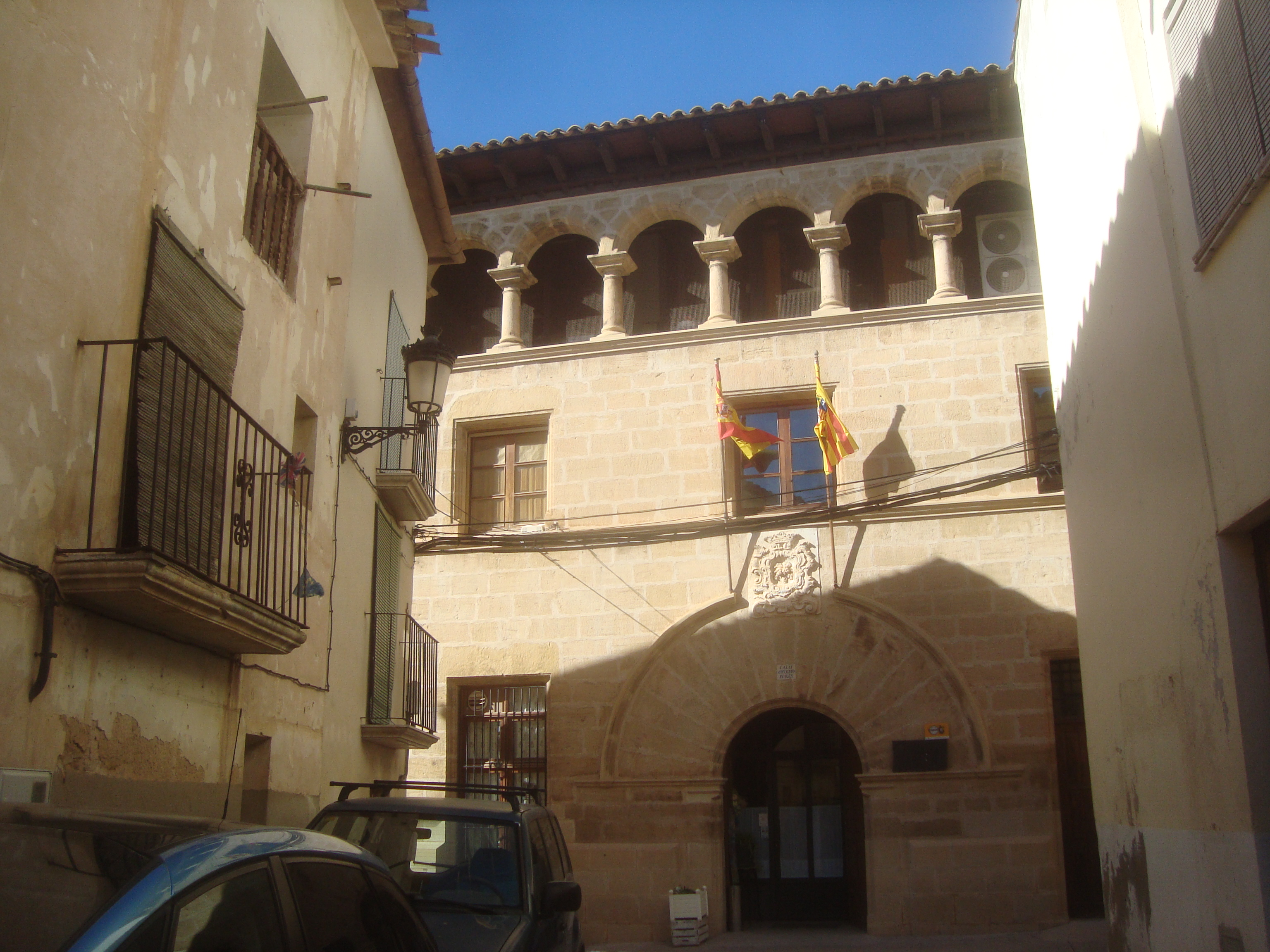
Casa consistorial

El municipio de La Codoñera se encuentra dentro de la comarca de Bajo Aragón, en las estribaciones de las serranías del Maestrazgo turolense. Dista 147 km de Teruel, 120 km de Zaragoza y 17 de Alcañiz. Por su término municipal pasan un par de carreteras locales, una que va de la A-1409 hasta la carretera nacional N-232, y la otra que lleva a la A-1410. 
El relieve del municipio es abrupto, salpicado de barrancos y elevaciones varias. El río Mezquín, afluente del Guadalope, discurre por el límite occidental del territorio. El arroyo Val del Pueblo recorre, de este a oeste, todo el territorio municipal. La altitud va de los 710 metros  al sureste del territorio a los 430 m a orillas del río Mezquín, en el lado occidental. El pueblo se encuentra a 501 metros sobre el nivel del mar. Limita con los términos municipales de Torrecilla de Alcañiz, Valjunquera, Fórnoles, Belmonte de San José y Torrevelilla. El punto de coordenadas decimales (40.94500, -0.009608) es intersección de cuatro municipios: Castelserás, Torrecilla de Alcañiz, La Codoñera y Torrevelilla.

### Clima
En cuanto al clima de La Codoñera, según el Atlas Climático Ibérico de la AEMET, es un combinado de los tipos Csa y Bsk de la clasificación climática de Köppen: estepa fría, de temperatura media anual inferior a 18 °C, verano caluroso y temperatura media del mes más cálido superior a 22 °C.

## Historia

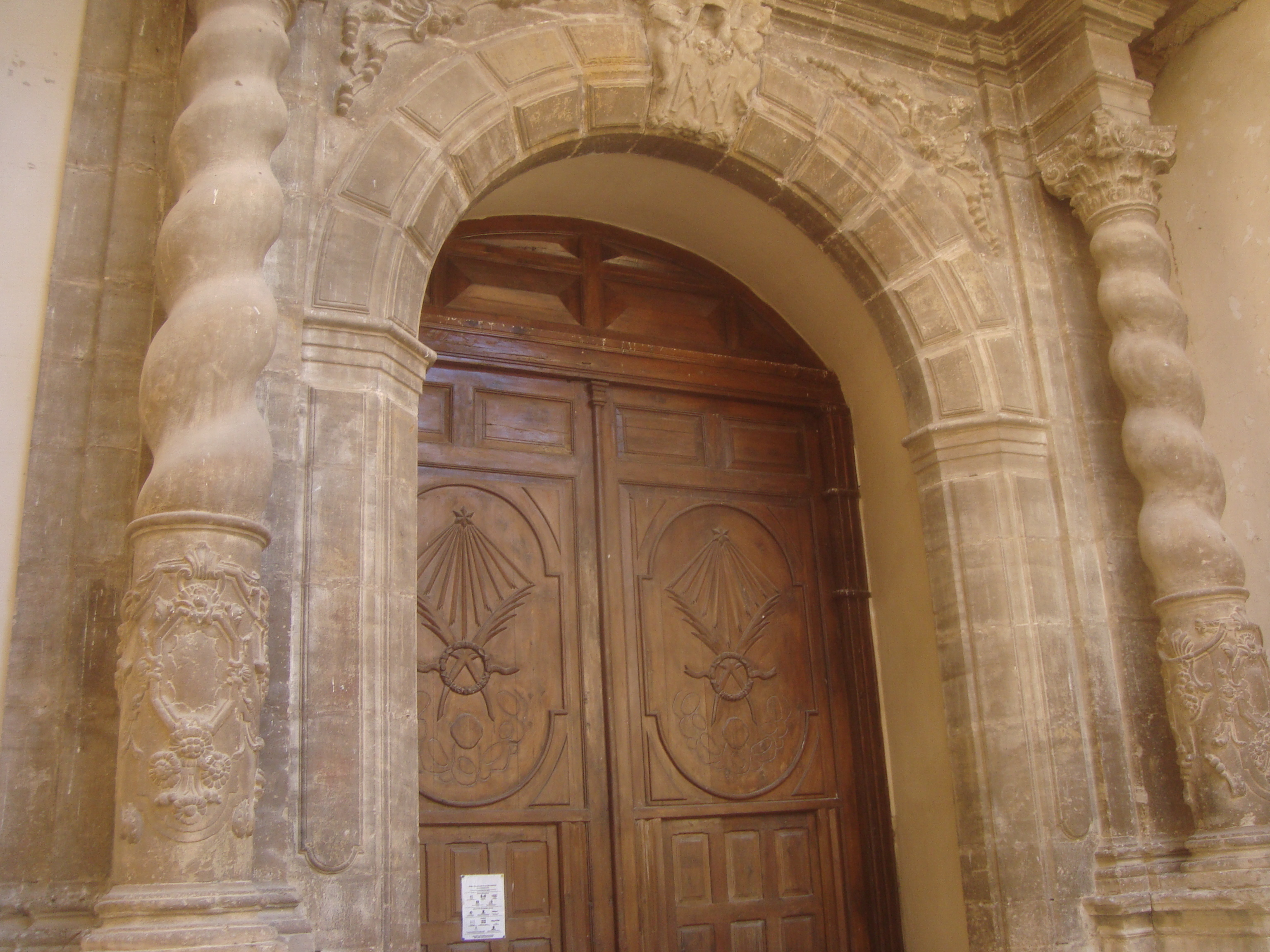
Portada de la iglesia parroquial, bajo la advocación de la Asunción de Nuestra Señora

Obtuvo el título de villa en el siglo VIII. La iglesia parroquial dedicada a Santa María es mencionada ya en 1280. Está construida con piedra de sillería, con torre de este mismo material en su primer cuerpo, y de ladrillo el segundo.
Los restos más antiguos de presencia humana encontrados en la zona se remontan al periodo Eneolítico, hacia el 3000 a. C. Parece además que hubo un poblado ibero en el cabezo de Santa Bárbara.
Hay referencia una primera referencia escrita del asentamiento actual fechada en 1.225 como aldea dependiente de Alcañiz y su pertenencia a la Encomienda Mayor a la Orden de Calatrava, que recibió estas tierras, dependiente del Alfoz de Alcañiz, por donación territorial de Alfonso II tras la reconquista cristiana, en el siglo XII. Sin embargo, solo en 1624 la población obtiene por una Concordia cierta autonomía municipal y tras larga pugna. 
Ya en el siglo XVIII, el 21 de mayo de 1776, Carlos III le concede el Título de Villa, al tener 200 vecinos útiles y la separa de la jurisdicción de Alcañiz. 
En el siglo XIX, es uno de los primeros lugares que se manifiestan a favor del pretendiente carlista una vez fallecido el rey Fernando VII. Fue el 12 de octubre de 1833, cuando se produce en la Codoñera el pronunciamiento carlista de Manuel Carnicer.

## Patrimonio

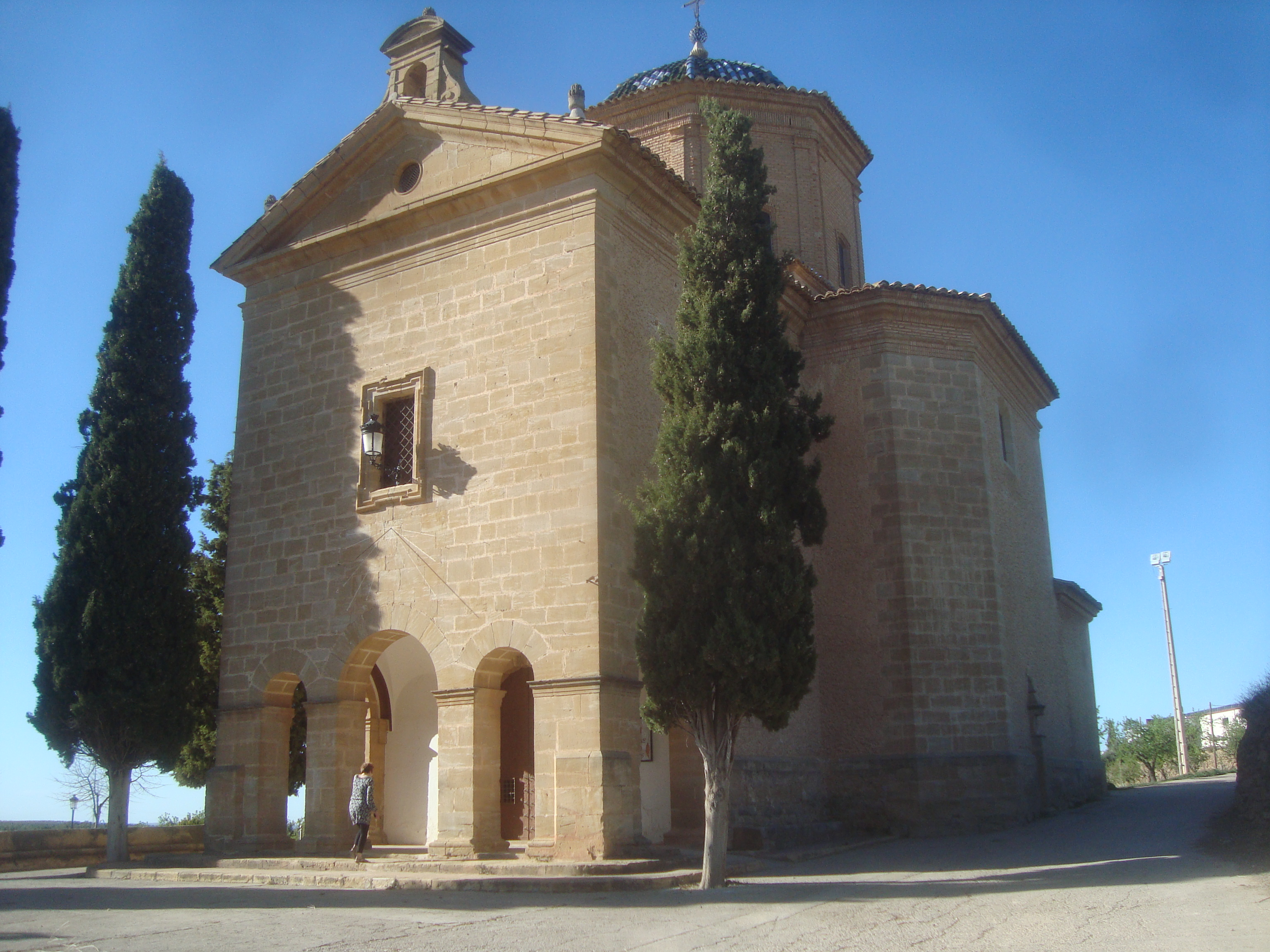
Ermita de Loreto

- Iglesia parroquial de la Asunción de Nuestra Señora: Templo barroco de planta de tres naves, bóvedas de medio cañón con lunetos excepto en los primeros tramos de las naves que son bóvedas de crucería estrellada. La portada enmarcada entre columnas salomónicas. Torre, a los pies, de tres cuerpos, construida en sillería como el resto de la iglesia.

- Ayuntamiento: edificio anexo a la iglesia, coetáneo y fechado en 1776. De tres plantas y fachada en sillería. En la planta baja  gran portada formada con arco de medio punto, chambrana e impostas molduradas. Escudo sobre la clave. A ambos lados, portadas adinteladas. Galería de siete arcos rebajados sobre capiteles y columnillas en la planta superior. Gran alerón de madera.

- La ermita de Loreto: barroca, construida entre 1784 y 1795 en mampostería y sillería. Nave de tres tramos cubierta con bóveda de medio cañón con lunetos. Crucero cubierto por una cúpula sobre tambor decorada con medallones de temática mariana. En el exterior pilastras en las aristas del tambor del crucero. Pórtico de tres arcos de medio punto y frontón coronado por un campanil.

- Ermita de Santa Bárbara: construida en cantería y mampostería en el siglo XVIII: Se encuentra a tres kilómetros del pueblo. Nave de planta rectangular.

## Demografía
La Codoñera cuenta con una población de 321 habitantes (INE 2024).
| Gráfica de evolución demográfica de La Codoñera entre 1842 y 2021                                                   |
| |
| Población de derecho según los censos de población del INE Población de hecho según los censos de población del INE |

## Economía
La vegetación natural está formada por unas 900 ha de encinas, pinos y pastizales (romero y coscoja), de propiedad comunal. El regadío (200 ha), que aprovecha el agua del río de Mezquín, es destinado al cultivo de olivos (180 ha) y de cereales. Al secano predominan, asimismo, los olivos (830 ha). Se cultiva, además, cereales (190 ha) y viña. Hay ganadería (ganado lanar, caprino y porcino). Las actividades industriales son subsidiarias de la agricultura (molinos de aceite y piensos).

## Administración y política
La actual alcaldesa es Elena Bosque Boix, del PAR.
| Período   | Alcalde                   | Partido |  |
| --------- | ------------------------- | ------- |  |
| 1979-1983 | Antonio Mir Aparicio      | UCD     |  |
| 1983-1987 | José Luis Lorenzo Senante | PSOE    |  |
| 1987-1991 | José Luis Lorenzo Senante | PSOE    |  |
| 1991-1995 | José Luis Lorenzo Senante | PSOE    |  |
| 1995-1999 | Víctor Sancho Velilla     | PSOE    |  |
| 1999-2003 | Luis Miguel Sábado        | PAR     |  |
| 2003-2007 | María José Gascón Cases   | PAR     |  |
| 2007-2011 | María José Gascón Cases   | PAR     |  |
| 2011-2015 | María José Gascón Cases   | PAR     |  |
| 2015-2019 | María José Gascón Cases   | PAR     |  |
| 2019-2023 | María José Gascón Cases   | PAR     |  |
| 2023-     | Elena Bosque Boix         | PAR     |  |

| Partido político    | Partido político                                                    | 1979   | 1983   | 1987   | 1991   | 1995   | 1999   | 2003   | 2007   | 2011   | 2015   | 2019   | 2023   |
| Partido político    | Partido político                                                    | Ediles | Ediles | Ediles | Ediles | Ediles | Ediles | Ediles | Ediles | Ediles | Ediles | Ediles | Ediles |
|                     | Partido Aragonés (PAR)                                              | —      | 2      | 2      | 1      | 1      | 2      | 4      | 4      | 4      | 5      | 4      | 4      |
|                     | Partido de los Socialistas de Aragón (PSOE-Aragón)                  | —      | 4      | 5      | 4      | 5      | 3      | 3      | 3      | 3      | 2      | 3      | —      |
|                     | Partido Popular de Aragón (PP)                                      | —      | —      | —      | 2      | 1      | 2      | 0      | —      | —      | —      | —      | —      |
|                     | Unión de Centro Democrático (UCD)-Centro Democrático y Social (CDS) | 7      | 1      | —      | —      | —      | —      | —      | —      | —      | —      | —      | —      |
|                     | Teruel Existe (TE)                                                  | —      | —      | —      | —      | —      | —      | —      | —      | —      | —      | —      | 3      |
| Total de concejales | Total de concejales                                                 | 7      | 7      | 7      | 7      | 7      | 7      | 7      | 7      | 7      | 7      | 7      | 7      |

## Cultura

### Fiestas
- Fiestas de San Valero y San Antón celebradas el fin de semana más próximo al 20 de enero.
- Fiestas de San Cosme y San Damián celebradas el fin de semana más próximo al 26 de septiembre.
- Festividad de la Virgen de Loreto celebrada el 10 diciembre.
- El calendario festivo de La Codoñera se completa con la celebración de las romerías a la ermita de Santa Bárbara (Lunes de Pascua y Domingo de Pascua de Pentecostés).

### Asociaciones
- Asociación de jubilados Virgen de Loreto: Organiza todo tipo de actividades culturales, formativas y de ocio destinadas a la tercera edad.
- Asociación de amas de casa Santa Bárbara: Organiza todo tipo de actividades culturales, formativas y de ocio destinadas a la población de la localidad.
- Asociación Casa Nostra: Organiza todo tipo de actividades culturales, formativas y de ocio destinadas a la población joven de la localidad.
- Asociación de Padres y Madres colegio «Placido Domingo» y Asociación de Padres y Madres escuela infantil: Sus objetivos pasan por dinamizar la vida cultural del municipio, organizando todo tipo de actos, desde representaciones teatrales a conciertos, exposiciones, etc.
- Asociación folclórica «Arril Codoñera»: Su objetivo es el de recuperar y difundir el folclore popular aragonés, realizando actuaciones tanto dentro como fuera de la localidad.
- Asociación de criadores de porcino de Teruel: Tiene por objetivo defender los intereses de los ganaderos de porcino de la provincia.
- Sociedad de Cazadores «Coto Ripoll».